# Кањон реке Таре
Кањон реке Таре дугачак је 60 km и по некима други по дубини у свету после кањона реке Колорадо у САД, а први у Европи. Његова просечна дубина је 1.073 m, а највећа 1.333 m. Најдубљи је код Обзира (1.250—1.300 m). Представља једну од ретких оаза нетакнуте природе и резерват је за многе ендемске врсте биљака и животиња због чега је 1977. године уписан у програм УНЕСКО-а „Човек и биосфера” као изузетна геоморфолошка и еколошка целина. Посебну туристичку атракцију представља сплаварење Таром.